# Carl Christian Schmidt (Mediziner)
Carl Christian Schmidt (* 2. April 1793 in Leipzig; † 13. Juni 1855 in New York, USA) war ein deutscher Arzt, Journalist, Schauspieler, Theaterregisseur und Theaterdirektor.

## Leben

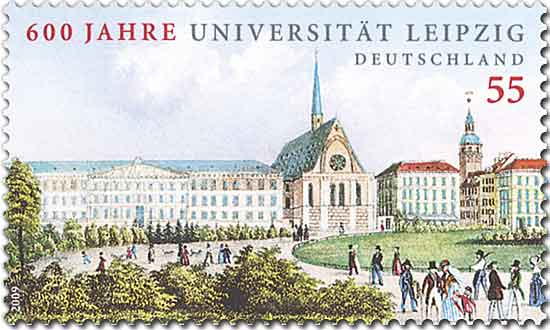
Universitätsgelände Leipzig

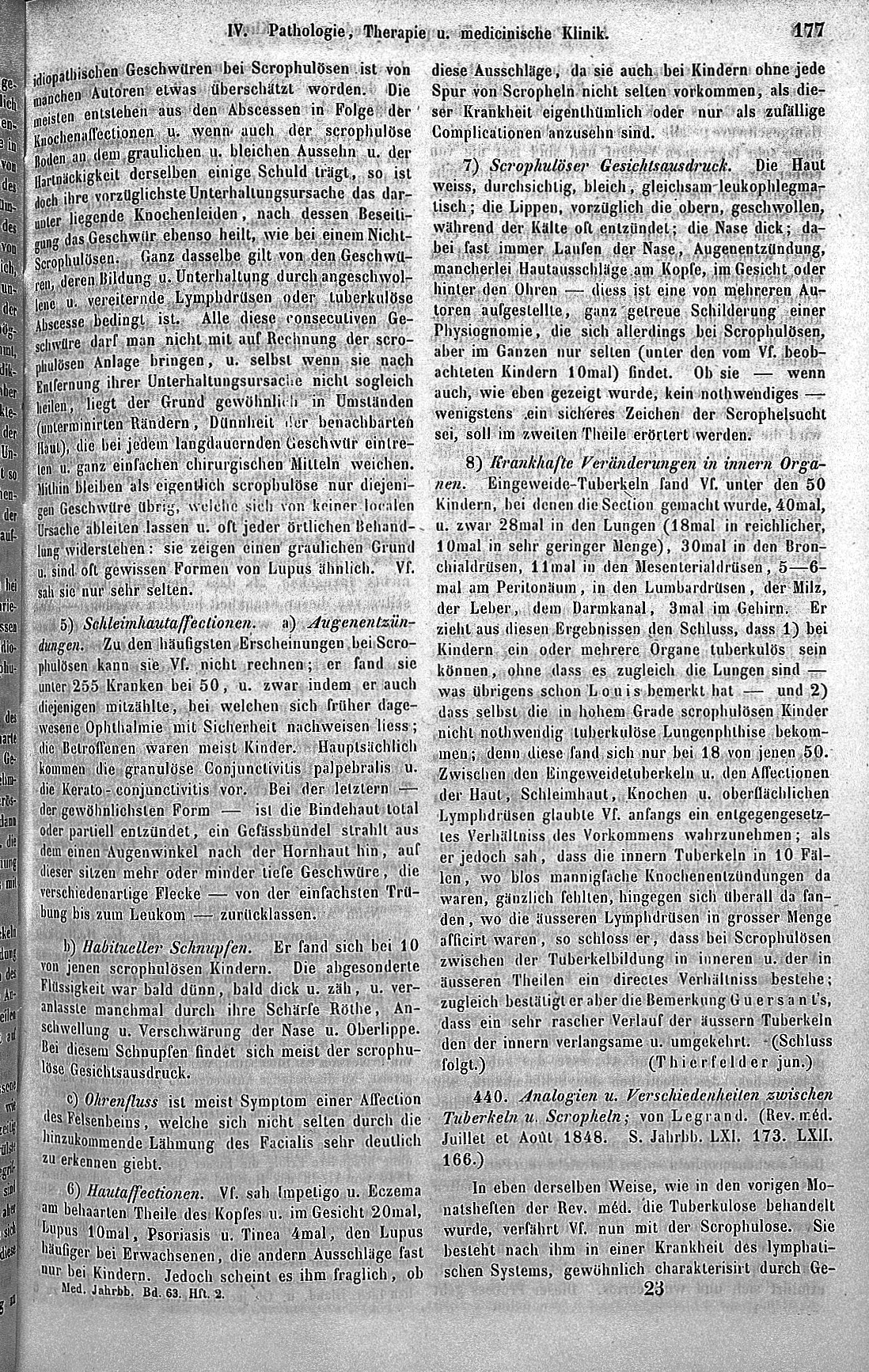
Auszug „Jahrbücher“

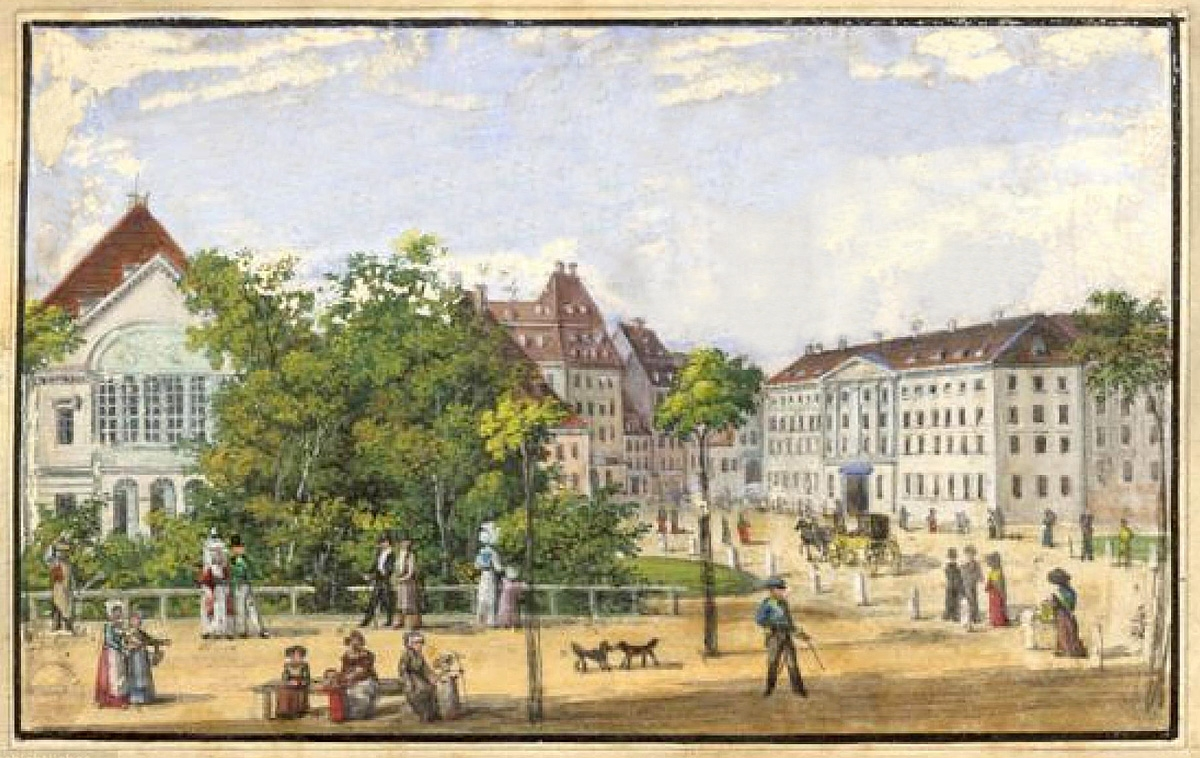
Altes Theater Leipzig um 1840

Carl Christian Schmidts Vater war der Leipziger Schneidermeister Christian Friedrich Schmidt. Nach seinem Schulabschluss an der Landesschule Grimma begann Schmidt 1811, an der Universität Leipzig Medizin zu studieren. Mit 20 Jahren schloss er sich 1813 dem Lützowschen Freikorps an und kehrte 1814 vorübergehend an die Universität zurück. Bereits 1815 begann er eine Theaterlaufbahn, zunächst unter dem Prinzipal Klingemann in Braunschweig bei der Waltherschen Gesellschaft. Nach einer kurzen Unterbrechung, in der er wieder an die Leipziger Universität zurückkehrte, spielte er in Bremen und dann unter Sophie Walther in Halle (Saale), Merseburg, Naumburg und Lauchstädt. Nach einem Auftritt am 12. Dezember 1820 bei Karl Theodor von Küstner in Leipzig engagierte ihn dieser 1821 für das Rollenfach des Liebhabers am Leipziger Stadttheater. Zwei Jahre später heiratete Schmidt seine Kollegin Franziska Hanff, mit der er Ende April 1826 die Leipziger Bühne verließ.
Danach nahm Schmidt sein mehrfach unterbrochenes Medizinstudium wieder auf, studierte an den Universitäten Prag und Leipzig und wurde am 25. September 1831 in Leipzig zum Dr. med. promoviert. Sowohl seine Veröffentlichungen zu medizinischen Themen als auch seine Jahrbücher der in- und ausländischen gesammten Medicin erlangten verbreitet Ansehen und führten zu einem gesicherten Einkommen.
Vor diesem günstigen finanziellen Hintergrund bewarb sich Schmidt erfolgreich um die Direktion des Leipziger Stadttheaters, als Friedrich Sebald Ringelhardt Ende 1842 sein Amt niedergelegt hatte. Darüber hinaus war der Magistrat der Stadt angetan von Schmidts Begeisterungsfähigkeit und seinem Ziel, das künstlerische Niveau des Repertoires entsprechend dem gebildeten Leipziger Publikum anzuheben. Gemäß dem von ihm am 22. November 1843 unterschriebenen Pachtvertrag hatte er nicht nur eine Pacht von 1.065 Talern zu zahlen, sondern darüber hinaus die 31 Mitglieder des Leipziger Stadt- bzw. Gewandhaus-Orchesters zu übernehmen, die Gehälter zu erhöhen und jährlich zwei Gratis-Vorstellungen für Armenhaus und Theaterpensionsanstalt zu geben. So wurde schließlich am 10. August 1844 das Stadttheater nach eineinhalb Jahren Pause mit der Aufführung von Friedrich Schillers Don Carlos wiedereröffnet.
Trotz der Erfolge mit Heinrich Marr als Oberregisseur und Schauspieler sowie beliebten Akteuren wie Joseph Wagner, Karl Wilhelm Meixner, Heinrich Richter und den Darstellerinnen Marie Baumeister, Bertha Unzelmann und Caroline Günther-Baumann reichten die Einnahmen jedoch bald nicht mehr zur Deckung der ansteigenden Verpflichtungen aus, wozu auch die Kosten für die neue Gasbeleuchtung und die dadurch anspruchsvolleren Dekorationsmaßnahmen gehörten. Schmidt griff zwar zu Sparmaßnahmen, wovon u. a. Albert Lortzing durch Kündigung seines Kapellmeister-Postens betroffen war, und erreichte auch finanzielle Unterstützung seitens des Magistrats, musste schließlich jedoch nach und nach sein gesamtes Barvermögen investieren und Anfang 1847 sogar sein privates Wohnhaus in der Hohen Straße 23 mit einer Hypothek belasten. Zu den theaterbedingten finanziellen Sorgen Schmidts kamen die Unsicherheiten durch die politischen Unruhen im Frühjahr 1848. Im Herbst 1848 hatte er seine Familie so weit in den Ruin getrieben, dass er sich gezwungen sah, die Leitung des Leipziger Stadttheaters abzugeben, wofür er 1849 den jungen Konzert- und Kapellmeister Rudolf Wirsing, seinerzeit als Direktor des Magdeburger Stadttheaters tätig, als Nachfolger gewinnen und vorschlagen konnte.
Im März 1849 emigrierte Schmidt mit Ehefrau, zwei Kindern sowie seiner Schwägerin Caroline Hanff in die Vereinigten Staaten, wo er am 13. Juni 1855 verstarb.

## Werke (Auswahl)
- Encyklopädie der gesammten Medicin, in Vereine mit mehreren Aerzten, herausgegeben von Carl Christian Schmidt, Verlag Otto Wigand, Leipzig, 1841, Erster Supplementband in der Deutschen Digitalen Bibliothek sowie Zweiter Band, C–F, bei Google Books.
- Carl Christian Schmidt’s Jahrbücher der in- und ausländischen gesammten Medicin, Verlag Otto Wigand, Leipzig, Digitalisate bei der Bayerischen Staatsbibliothek sowie Band 60 bei Google Books.